# Эджертон, Тэрон
Тэ́рон Дэ́вид Э́джертон (англ. Taron David Egerton; 10 ноября 1989 года, Беркенхед, Великобритания) — валлийский актёр. Он получил признание за главную роль рекрута-шпиона в комедийном боевике «Kingsman: Секретная служба» (2014) и его продолжении «Kingsman: Золотое кольцо» (2017). Он также снялся в нескольких биографических фильмах, сыграв военного офицера Эдварда Бриттейна в драме «Воспоминания о будущем» (2014), титулованного прыгуна с трамплина в спортивном фильме «Эдди «Орёл»» (2016) и певца Элтона Джона в мюзикле «Рокетмен» (2019), последний из которых принёс ему «Золотой Глобус» за лучшую мужскую роль. С тех пор Тэрон снялся в мини-сериале «Чёрная птица» и пьесе «Петух» театра Вест-Энд (оба — 2022).

## Ранняя жизнь
Тэрон родился 10 ноября 1989 года в Биркенхеде, Мерсисайд. Его мать работала в социальной службе, в то время как отец содержал гостиницу типа «Bed and Breakfast (BB)» недалеко от Ливерпуля; оба они уроженцы Ливерпуля. Хотя Тэрон родился в Англии, он считает себя валлийцем «до мозга костей» и свободно владеет как валлийским, так и английским языками. Его имя в переводе с валлийского означает «гром». У него есть две младшие сводные сестры.
Родители Тэрона развелись, когда ему было два года, и впоследствии он переехал со своей матерью на валлийский остров Англси, где ходил в начальную школу. Затем семья переехала в Аберистуит, когда ему было 12 лет. Он стал одинок из-за потери друзей детства. Он начал сниматься в возрасте 15 лет, что, по его словам, было связано «не столько с желанием быть общительным и заводить друзей, сколько с интересом к актёрскому мастерству». Он учился в Королевской академии драматического искусства, которую окончил в 2012 году.

## Карьера

### Ранние работы и фильмы «Kingsman» (2012—2018)
Тэрон сыграл в постановке пьесы «Последний из Османов» в Национальном театре Лондона в 2012 году. После появления в криминально-драматическом сериале «Льюис» в 2013 году он получил главную роль в фильме Мэттью Вона «Kingsman: Секретная служба», экранизации комикса Марка Миллара и Дэйва Гиббонса «Kingsman». В 2014 году он сыграл офицера британской армии Эдварда Бриттена в биографической драме «Воспоминания о будущем», получив номинацию за лучшую британскую роль новичка на Лондонском кинофестивале BFI. «Kingsman: Секретная служба» был выпущен в 2015 году, получив весьма положительные отзывы, которые описали её как «веселую, стильную и подрывную», а также собрав в прокате более 400 миллионов долларов. Джеймс Рокки, пишущий для TheWrap, назвал Тэрона «от природы харизматичным человеком с умом за улыбкой» в роли Гэри «Эггси» Анвина, новобранца шпионской организации. Тэрон прославился благодаря этой роли. В том же году он снялся в криминальном фильме «Легенда».
На 69-й церемонии вручения кинопремии Британской киноакадемии в 2016 году Тэрон получил номинацию на премию BAFTA «Восходящая звезда». В том же году он сыграл прыгуна с трамплина Эдди Эдвардса в спортивном фильме «Эдди "Орёл"» и озвучил Джонни, страстную гориллу, в анимационном музыкальном фильме «Зверопой». Тэрон повторил роль Эггси в фильме «Kingsman: Золотое кольцо», продолжении «Kingsman: Секретная служба», вышедшем на экраны в следующем году. Это вызвало неоднозначную реакцию критиков. В 2018 году он снялся в криминальной драме «Клуб миллиардеров» и сыграл главного героя в приключенческом фильме «Робин Гуд: Начало». Оба фильма потерпели неудачу в коммерческом плане и у критиков. Позже Тэрон уточнил, что «Робин Гуд» был не тем фильмом, на создание которого он подписывался, и что он «потерял свое видение». Он объяснял свое участие в «Клубе миллиардеров» и «Робин Гуд» денежными причинами.

### Признание (2019—настоящее время)
Тэрон снялся в роли певца Элтона Джона в биографическом музыкальном фильме «Рокетмен». Для этой роли он научился играть на пианино и пел вживую в каждом дубле во время съёмок. Фильм вышел в прокат в мае 2019 года, получив положительные отзывы, а актёрское исполнение Тэрона заслужило похвалу. Энн Хорнадей из The Washington Post высказала мнение, что Тэрон «проявляет в этой роли уравновешивающую, исключительно харизматичную силу», в то время как Ричард Лоусон из Vanity Fair описал его образ как «тонкий и эмоционально интеллигентный, но в то же время раскованный, исполненный воодушевления и ловкости». За свою игру Тэрон получил премию «Золотой глобус» за лучшую мужскую роль в кино, мюзикле или комедии. Он также получил номинацию на премию Британской киноакадемии за лучшую мужскую роль в главной роли и номинацию на премию Грэмми за лучший сборник саундтреков для визуальных медиа за свою работу над саундтреком к фильму. В том же году Тэрон рассказал аудиокнигу-версию автобиографии Джона «Я», и они несколько раз выступали вместе на сцене.
Также в 2019 году Тэрон озвучил Муми-тролля в мультсериале «Долина муми-троллей» и Риан в фэнтезийном сериале «Тёмный кристалл: Эпоха сопротивления». Он повторил роль Джонни в фильме «Зверопой 2», который вышел в прокат в декабре 2021 года. Тэрон снялся в пьесе Майка Бартлетта «Петух». Постановка, поставленная режиссёром Марианной Эллиотт в Ambassadors Theatre в Вест-Энде, ознаменовала его дебют в Вест-Энде. Пропустив выступления из-за обморока на сцене во время первого вечера выступлений в марте 2022 года и положительного результата теста на COVID-19 позже в том же месяце, Тэрон уволился по «личным причинам» в следующем месяце. Постановка «Петуха» получила неоднозначный приём критиков, а выступление Тэрона получило высокую оценку. Арифа Акбар из The Guardian написала, что он «особенно трогателен в своем романтическом отчаянии».
Тэрон выступил исполнительным продюсером и сыграл американского наркодилера Джимми Кина в мини-сериале «Чёрная птица», экранизации мемуаров Кина «С дьяволом». Премьера сериала состоялась на Apple TV+ в июле 2022 года. Обозревая сериал, Салони Гаджар из A.V. Club обнаружил, что Тэрон «демонстрирует двойственность Джимми, переходя от откровенной уверенности к тихому срыву». В 2023 году Тэрон сыграл предпринимателя Хенка Роджерса в биографическом фильме «Тетрис». Также он вернётся в роли Эггси в третьей части кинофраншизы «Kingsman». В 2024 году он сыграл главную роль в триллере «Ручная кладь».

## Общественный имидж и личная жизнь
Тэрон был назван одним из 50 самых хорошо одетых британцев по версии журнала GQ в 2015 и 2016 годах.
Тэрон живёт в Западном Лондоне. Он описывает себя как выходца из рабочего класса. Потеряв бабушку из-за болезни двигательных нейронов, он является послом Ассоциации по заболеваниям двигательных нейронов. Он поддерживает права гомосексуалов.
В 2022 году расстался с девушкой после нескольких лет отношений из-за их плотного графика работы.

## Фильмография
| Год       |     | Русское название                     | Оригинальное название               | Роль                 |
| --------- | --- | ------------------------------------ | ----------------------------------- | -------------------- |
| 2012      | ф   | Последний из Османов                 | The Last of the Haussmans           | Даниэль              |
| 2012      | кор | Поп                                  | Pop                                 | Энди                 |
| 2013      | с   | Льюис                                | Lewis                               | Лиам Джей            |
| 2013      | кор | Грядущее                             | Hereafter                           | Тамерлан             |
| 2013      | ф   | Дойная корова                        | Cash Cow                            | Фрэнки               |
| 2014      | с   | Дым                                  | The Smoke                           | Дэннис «Эсбо» Северс |
| 2014      | ф   | Воспоминания о будущем               | Testament of Youth                  | Эдвард Бриттен       |
| 2014      | ф   | Kingsman: Секретная служба           | Kingsman: The Secret Service        | Гэри «Эггси» Анвин   |
| 2015      | ф   | Легенда                              | Legend                              | Эдвард Смит          |
| 2016      | ф   | Эдди «Орёл»                          | Eddie the Eagle                     | Эдди «Орёл» Эдвардс  |
| 2016      | мф  | Зверопой                             | Sing                                | Джонни               |
| 2017      | мф  | Любовь с первого взгляда             | Love at First Sight                 | Джонни               |
| 2017      | ф   | Kingsman: Золотое кольцо             | Kingsman: The Golden Circle         | Гэри «Эггси» Анвин   |
| 2018      | с   | Обитатели холмов                     | Watership Down                      | Эль-Ахрайрах         |
| 2018      | ф   | Клуб миллиардеров                    | Billionaire Boys Club               | Дин Карни            |
| 2018      | ф   | Робин Гуд: Начало                    | Robin Hood: Origins                 | Робин Гуд            |
| 2019      | ф   | Рокетмен                             | Rocketman                           | Элтон Джон           |
| 2019—2020 | мс  | Муми                                 | Moominvalley                        | Муми-тролль          |
| 2019      | мс  | Тёмный кристалл: Эпоха сопротивления | The Dark Crystal: Age of Resistance | Риан                 |
| 2021      | мф  | Зверопой 2                           | Sing 2                              | Джонни               |
| 2021      | мф  | Возвращайся домой                    | Come Home                           | Джонни               |
| 2021      | мф  | Намёк                                | Glimpse                             | Херби                |
| 2021      | мф  | Только для глаз Гюнтера              | For Gunter's Eyes Only              | Джонни               |
| 2022      | с   | Чёрная птица                         | Black Bird                          | Джеймс Кин           |
| 2023      | ф   | Тетрис                               | Tetris                              | Хэнк Роджерс         |
| 2024      | ф   | Ручная кладь                         | Carry-On                            | Итан Копек           |
| 2025      | с   | Дым                                  | Smoke                               | Дейв Гадсен          |
| 2025      | ф   | She Rides Shotgun                    | She Rides Shotgun                   | Нейт                 |
|           | ф   | Apex                                 | Apex                                |                      |